# 발터 셸
발터 셸(독일어: Walter Scheel, 1919년 7월 8일 ~ 2016년 8월 24일)은 독일의 제4대 대통령(1976~79)이다. 그는 독일 연방 경제 협력 개발 기구의 장관(1961~66), 외무장관 겸 부수상(1969~74), 수상 권한대행을 맡기도 하였다.

## 어린 시절
졸링겐에서 태어나, 제2차 세계대전 중에 루프트바페에서 복무하였으며 전쟁이 끝나갈 무렵에 Bf 110 야전대의 레이다 기수로 활약하였다.

## 정치 경력
1961년 그의 자유민주당이 콘라트 아데나워의 기독교 민주연합의 합동으로 정부에 다시 들어갔을 때에 셸은 독일 연방 경제 협력 개발의 장관으로 임명되었다. 루트비히 에르하르트 정권에서도 계속 그 직위에 있었으나, 1966년 자신이 자유민주당의 당수로 되어 연합 정부가 나가면서 사임하였다.

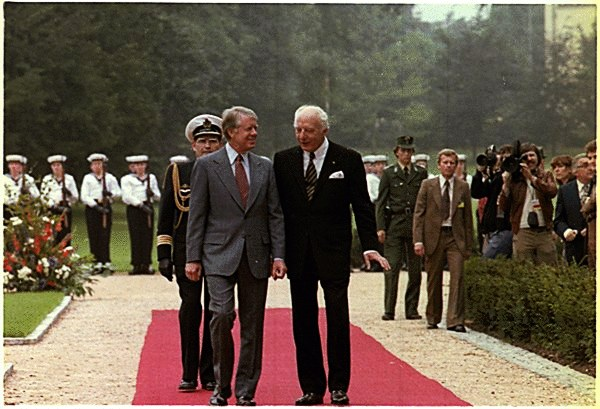
카터 대통령과 셸

1969년 셸은 자신의 당을 사회민주당과 새로운 합동을 이루는 데 이끌었다. 빌리 브란트 수상 아래에서 외무장관 겸 부수상이 되었다. 그들의 지도 아래, 서독은 소비에트 연방과의 화해 조정을 설득하고 정식으로 동독의 현존을 인정하였다. 이 정책은 자유/사회 민주당 양당원들이 야당으로 편을 바꾸는 여러 방향과 함께 대규모의 공개 토론이 일어나는 원인을 일으켰다. 브란트를 축출하는 시도에 실패하였어도, 합동 정부는 그 박약한 다수를 잃고 말았다. 1972년 의회의 해산과 초순의 선거에 의하여 의회적 궁지가 끝났다.
1974년 5월 7일 브란트 수상이 자신의 측근 귄터 기욤의 간첩 혐의 사건으로 사임하자, 셸은 5월 16일까지 수상의 직무 대행을 맡았다. 때마침에 셸은 4대 대통령에 선출되었다.

## 이후의 세월
1979년 6월 30일 대통령 직에서 물러난 후, 유럽 운동 기구의 회장 겸 하원의원 회의의 의장(1980~85), 유럽 연방주의 연합의 독일부 회장(1980~89)를 역임하였다. 1991년 이래 프리드리히 나우만 재단의 명예 회장을 지내왔다.
2016년 8월 24일 바트크로칭겐의 자택에서 오랫동안 앓아 온 지병으로 사망하였다.

## 역대 선거 결과
| 선거명      | 직책명        | 대수 | 정당       | 득표율 | 득표수 | 결과 | 당락 |
| ----------- | ------------- | ---- | ---------- | ------ | ------ | ---- | ---- |
| 1974년 선거 | 독일의 대통령 | 4대  | 자유민주당 | 51.2%  | 530표  | 1위  |      |